# Darahiv, Terebovlea
Darahiv (în ucraineană Дарахів) este localitatea de reședință a comunei Darahiv din raionul Terebovlea, regiunea Ternopil, Ucraina.

## Demografie
Componența lingvistică a localității Darahiv
     Ucraineană (99,81%)
     Alte limbi (0,18%)
Conform recensământului din 2001, majoritatea populației localității Darahiv era vorbitoare de ucraineană (99,81%), existând în minoritate și vorbitori de alte limbi.